# NGC 793
NGC 793 je dvostruka zvijezda u zviježđu Trokutu.

## Vanjske poveznice
- SEDS: NGC 793